# Weilburg
Weilburg je město v německé spolkové zemi Hesensko. S počtem obyvatel přibližně 13 tisíc jde o třetí největší město v zemském okrese Limburg-Weilburg. Větší jsou jen Bad Camberg a Limburg an der Lahn.

## Geografie
Město leží v údolí řeky Lahn mezi pohořími Westerwald a Taunus, nedaleko místa, kde se říčka Weil vlévá do Lahn. Přibližně 80 km severovýchodně od Weilburgu se nachází Koblenz. Město na severu sousedí s obcemi Merenbergem a Löhnbergem. Na východě je pak město Braunfels a na jihu obce Weilmünster a Weinbach a město Runkel. Na západě sousedí s obcí Beselich. Město se skládá z více částí: samotného Weilburgu, kde ale žije pouze okolo 40 % celkové populace, a dalších okrajových částí, kterými jsou Ahausen, Bermbach, Drommershausen, Gaudernbach, Hasselbacha, Hirschhausen, Kirschhofen, Kubach, Odersbach a Waldhausen.

## Historie

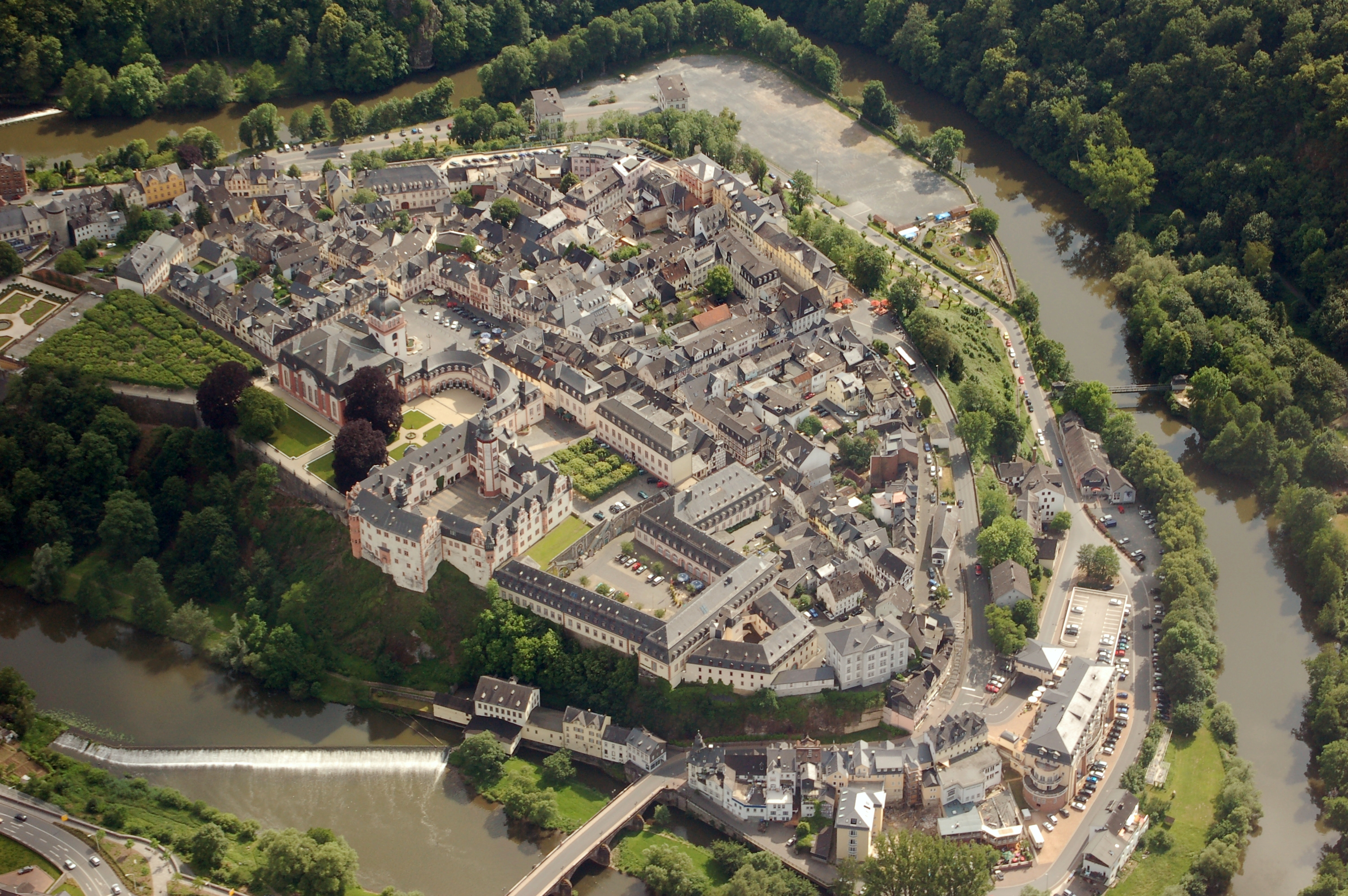
Letecký pohled na Weilburg

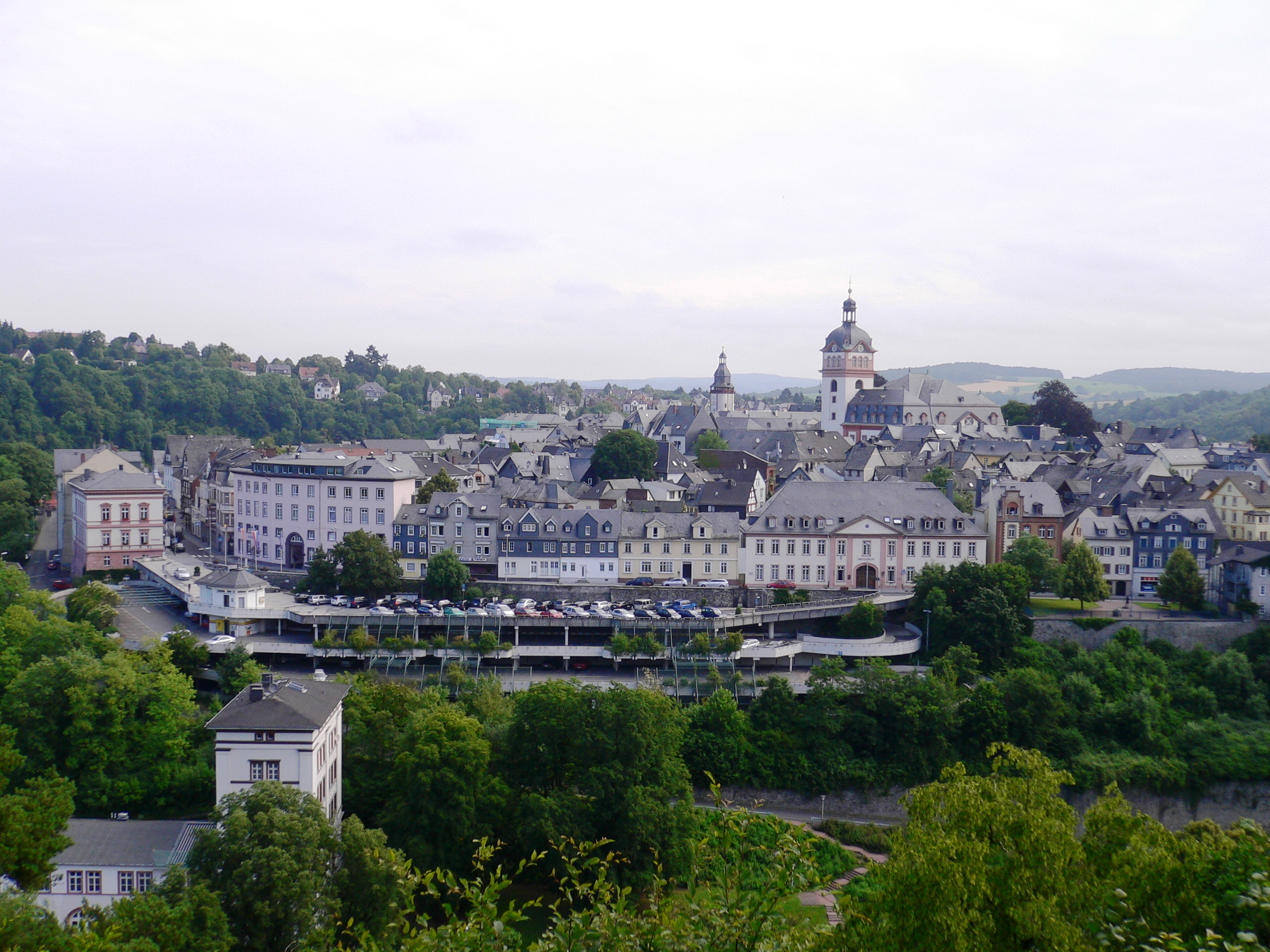
Pohled na staré město z jihozápadu

Nejstarší pozůstatky dokládající existenci osídlení na území dnešního Weilburgu pochází z doby Laténské kultury. Vůbec první zmínka o obci pochází ze zápisu v kronice roku 906, kdy se benediktinský opat Regino z Prümu zmínil o obci jménem Wilineburch. O šest let později východofranský král Konrád I. Mladší zakládá na území dnešního Weilburgu kostel a opatství. Kostel byl založen na strategickém místě, čímž se stal zastávkou na trase Hohe Straße, která spojovala Kolín, Frankfurt, Flandry a západní Čechy.
Mezi lety 993 až 1062 byla obec kousek po kousku prodávání biskupství Worms. Přibližně roku 1225 ale biskup z Worms odkázal celou obec rodu Nasavských, kteří místo značně zrenovovali. Hrabě Jan I. Nasavský se zde roku 1355 usadil a nechal vybudovat opevnění a hrad. Roku 1539 pak nechal vystavět kamenný most přes reku Lahn.
I nadále sloužil Weilburg jako sídlo Nasavských a to po několik staletí. Významnějším držitelem byl například hrabě Jan Arnošt (1664-1719), který město zrekonstruoval, nechal postavit park a hrad zrenovoval na zámek. Weilburg se tak stal příkladným městem pro dobu absolutismu. Od roku 1806 bylo město centrem nově vytvořeného vévodství Nasavska. Teprve roku 1816 přesunul Vilém Nasavský celý šlechtický dvůr do Biebrichu (dnes součást Wiesbadenu). Roku 1866 nasavské vévodství zaniklo připojením k Prusku.
Weilburg je ale známý také v architektonické historii: před rokem 1800 zde bylo postaveno několik hliněných budov a nakonec zde vznikl i nejvyšší hliněný dům v Německu, který měl šest podlaží.

### 20. a 21. století
Roku 1906 byl v rámci tisícího výročí města (od první zmínky) přidělen Weilburgu znak. Ten zobrazuje stříbrný hrad na modrém pozadí.
Roku 1933 se moci ve městě chopili nacisté. Již předtím ale měli ve volbách početné zastoupení. Během druhé světové války město utrpělo pouze menší ztráty. Nicméně, část zámku musela být po válce zrekonstruována, jelikož přímo před jeho brány spadla puma a explodovala. Poničené bylo též nádraží a několik domů v okolí pivovaru Helbig.
Dne 1. července 1974 byl založen zemský okres Limburg-Weilburg, jehož správním centrem je Limburg an der Lahn.
Roku 2005 město hostilo prestižní svátek Hessentag, volně přeloženo jako Hesenský den, což je národní svátek slavený ve dnech 17. až 26. června.

## Kultura
Zámek ve Weilburgu je rozlehlý zámecký komplex pocházející ze 14. století, nicméně, v 16. a 18. století v něm probíhaly velké renovace. Roku 1935 byl prodán státu lucemburskou velkovévodkyní Šarlotou. Od toho roku je možné rozlehlý zámek navštěvovat a je v něm umístěné muzeum. K vidění jsou exponáty pojednávající o historii města, okolních oblastí a o hornictví. Od května 2008 jsou v muzeu vystaveny i unikáty čínského umění. Od roku 1972 se každoročně v zámku koná také festival klasické hudby Weilburger Schlosskonzerte, volně přeloženo jako Weilburský zámecký koncert. Nedaleko Weilburgu se nachází i zřícenina hradu Freienfels, kde se každoročně 1. května konají rytířské hry (Freienfelser Ritterspiele).

Weilburg je známý především jako sídlo šlechticů z rodu Nasavsko-Weilburských a i v současné době jejich vládu připomínají mnohé budovy ve městě i okolí. Největší připomínkou těchto šlechticů je již zmíněný zámek. Další připomínkou monarchie je i luteránský kostel Schlosskirche, který je také součástí zámeckého komplexu. Také kašna Neptunbrunnen z roku 1709 a hrázděné domy z 16. až 19. století připomínají dobu Nasavsko-Weilburských. Původní budova současného weilburského gymnázia pochází z 18. století. Součástí zámku je rozlehlý zámecký park, jehož terasy se táhnou podél řeky Lahn.

## Známí rodáci
- Karel Kristián Nasavsko-Weilburský (1735–1788), první kníže Nasavsko-weilburský
- Vinzenz Kiefer (* 1979), německý herec
- Friedrich Ludwig von Sckell (1750–1823), zahradní architekt
- Carl Boos (1806–1883), architekt

## Partnerská města

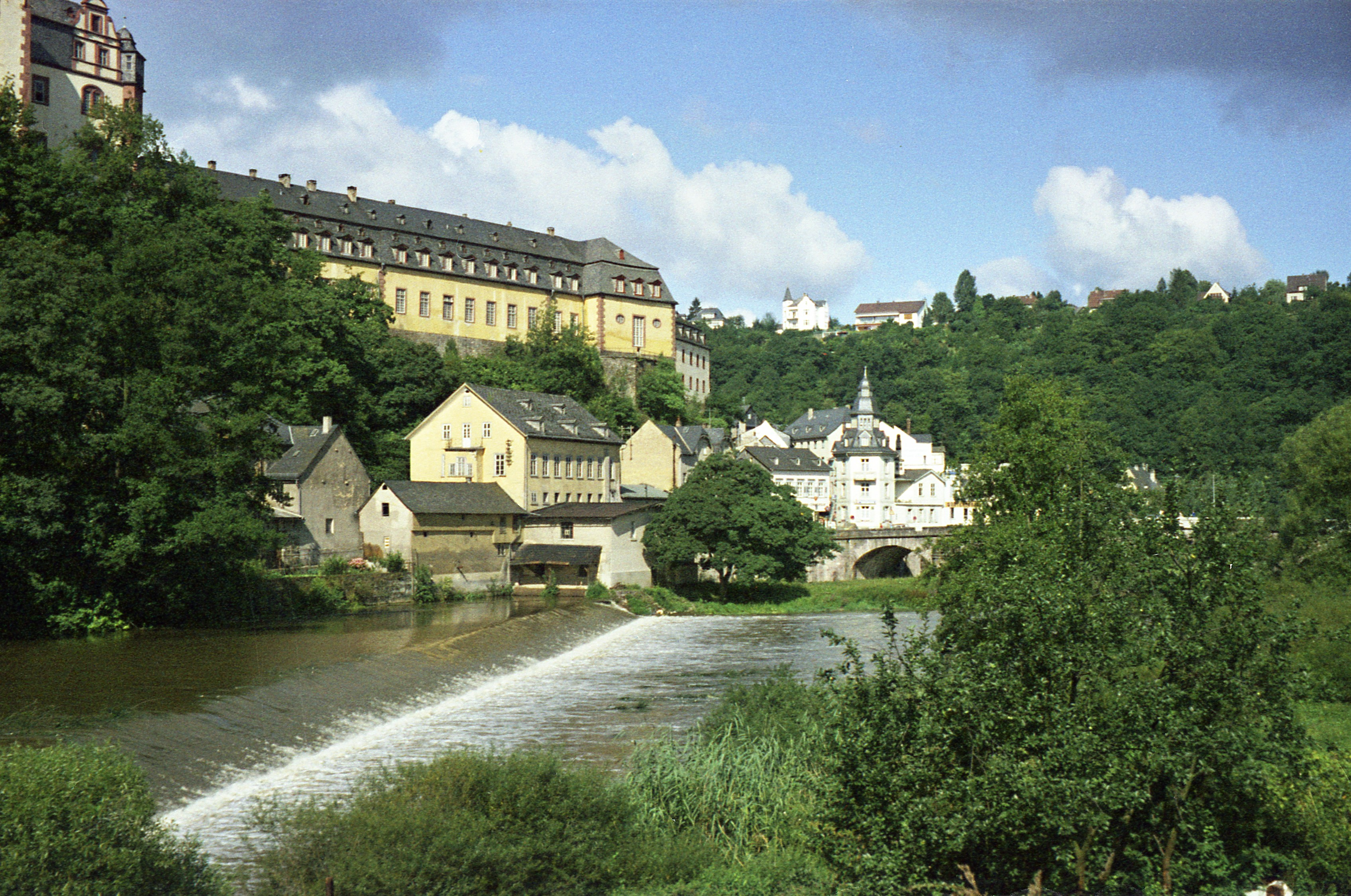

Weilburg podepsal smlouvy o spolupráci s těmito městy:
- Privas, Francie
- Zevenaar, Nizozemsko
- Kežmarok, Slovensko[2]
- Quattro Castella, Itálie
- Colmar-Berg, Lucembursko
- Kızılcahamam, Turecko

V minulosti byla partnerským městem Weilburgu i italská Tortona, ale spolupráce byla ukončena v roce 2008.